# Ethnologue
Ethnologue (celým názvem Ethnologue: Languages of the World) je publikace vydávaná SIL International obsahující informace o jazycích z celého světa. Vychází od roku 1951, od roku 1997 i v internetové verzi a od sedmnácté verze uveřejněné v roce 2013 je primárně vydávaná v internetové podobě. Devatenácté vydání z roku 2016 obsahuje 7097 jazyků, které označuje za živé jazyky.
První vydání vyšlo v roce 1951 a zahrnovalo 46 jazyků. V roce 1984 byl zaveden tzv. SIL code, třipísmenný kód, který sloužil k identifikaci jednotlivých jazyků. Tento systém značně převyšoval možnosti tehdejších norem ISO 639-1 a ani kódy pozdější čtrnácté verze se neshodovaly s normami ISO 639-2. V roce 2002 bylo Ethnologue požádáno ke sjednocení kódů a spolupráci s Mezinárodní organizací pro normalizaci (ISO) na novém systému. Výsledkem byl standard ISO 639-3 vydaný v roce 2007 a používaný dodnes.
V roce 2019 byl na stránkách Ethnologue zaveden paywall, tedy vyskakovací okno žádající zaplacení služby. Základní verze ročního předplatného Ethnologue stojí 480 amerických dolarů (v přepočtu cca 11 000 korun), standardní verze předplatného na rok pak stojí 2400 dolarů (cca 55 000 korun).